# Греческая рота интербригад имени Ригаса Фереоса
Греческая рота Ригас Фереос (греч. Ελληνικός λόχος Ρήγας Φεραίος) — воинское формирование в составе Интербригад в Гражданской войне в Испании.

## Предыстория
С самого начала гражданской войны в Испании, в мае 1937 года, находящаяся в подполье компартия Греции обратилась с воззванием о солидарности к республиканской Испании и о недопущении снабжения Франко греческими боеприпасами и через греческие порты.
В короткий промежуток 17 дней между переворотом Франко 18 июля 1936 года и установлением в Греции диктатуры генерала Метаксаса 4 августа 1936 года, 2000 человек изъявили желание отправиться в Испанию.
Одновременно, когда экипаж парохода «Кимон», с боеприпасами для республиканской Испании, бросил свой корабль в порту Суда, остров Крит местная организация КПГ сумела подобрать экипаж греческих моряков добровольцев и доставить боеприпасы по назначению.
В знак признания республиканская Испания наградила местную организацию КПГ орденом.
Диктатура генерала Метаксаса официально придерживалась нейтралитета, но свои симпатии к Франко не скрывала.
В результате этого возможности отправиться в Испанию из Греции были ограничены. Небольшим группам коммунистов это всё же удалось, включая группу 8 бежавших из тюрьмы на острове Эгина, во главе с будущим комиссаром греческой роты Сакарелосом, бывшим до своего заключения представителем КПГ в Коминтерне.
Как следствие греческие добровольцы в Испании принадлежали в основном к 3 группам: морякам греческого торгового флота — грекам, проживающим в эмиграции
— грекам острова Кипр, находившимся под британским контролем

## Греческие моряки
Основной задачей Профсоюза моряков Греции, с центром в Марселе, во главе с Камбуроглу, расстрелянного позже немцами во Франции, стало бесперебойное снабжение республиканцев. Из-за угрозы подводных лодок грузы чаще доставлялись в порты Алжира, откуда далее доставлялись на каиках в Испанию. На последнем плече большинство греческих моряков были вооружены.
Многие моряки вступали добровольцами в республиканскую армию сразу по прибытии в Испанию. Другие, такие как офицеры Папазоглу и Гомер Серафимидис, вступали в республиканский военно-морской флот.
Значительным вкладом греческих моряков был отказ работать на судах перевозящих грузы для Франко, в отличие от судов перевозящих грузы из СССР, несмотря на то что последние находились постоянно под угрозой итальянских подлодок и немецкой и итальянской авиации.

## Эмигранты
Греческие добровольцы-эмигранты прибывали в Испанию из Франции (в основном осевшие здесь после 1922 года беженцы из Малой Азии и Константинополя), из СССР (студенты партийных школ и нашедшие здесь убежище бежавшие из греческих тюрем), из Канады, Британии, США, Бельгии и из греческой общины Египта.
Добровольцы из США принадлежали в основном греческим организациям Нью-Йорка «Спартак» и «Всекипрская».

## Киприоты
Кипр представлял отдельный случай. Британские власти на Кипре запретили сбор средств в пользу республиканской Испании, но деньги всё же высылались в несколько этапов, начиная с 1937 года. При этом 60 киприотам, среди них и будущему генсеку кипрских коммунистов Эзекиасу Папаиоанну, удалось добраться до Испании. Это число делает Кипр страной пославшей самое большое число добровольцев, среди 53 стран мира откуда прибыли добровольцы, в соотношении к своему населению.

## Число и политическая ориентация греческих добровольцев
Греческие добровольцы были в основном членами компартии. Присутствовала также группа археомарксистов, самым известным из которых был Димитрис Гиотопулос (псевдоним Вите), который сражался в рядах ПОУМ. После разгрома ПОУМ Гиотопулос был арестован и депортирован во Францию.
Общее число греческих добровольцев по разным источникам колеблется от 350 до 400 человек. Историк Карпозилос из университета Крита, на страницах издания «Ризоспастис» (Радикал), официального органа компартии Греции, пишет о 500 греческих добровольцах, из которых 70 пали на полях сражений.
Цифра 500 добровольцев встречается и в других изданиях, но всё же цифра 350—400 греческих добровольцев самая распространённая в историографии.
Многие не имели военного опыта, но среди них были и офицеры греческой армии.
Среди добровольцев упоминаются несколько женщин.

## Первые добровольцы
Первая группа греческих добровольцев прибыла морем через Францию в Валенсию октябре 1936 года.
Прибыв в Албатета — базу интербригад — греческие добровольцы, под командованием Панайотиса Айвадзиса, были включены в балканскую роту, вместе с другими добровольцами — в основном югославами — которая была введена в состав «батальона Домбровского» (костяк будущей XIII интербригада имени Ярослава Домбровского)
«Батальон Домбровского», вместе с 2 другими батальонами образовал XI интербригаду.
Другая группа греческих добровольцев вошла в состав балканской роты «Батальона Тельмана» XII интербригады, в то время как группа 60греков киприотов, прибывших через Лондон, была включена в английскую роту.
В Мадриде и других операциях встречались отдельные греки в составе батальонов Парижской коммуны, « Эдгар Андре» и др.
На тот момент не было времени собрать греков в отдельное соединение.
В начале 1937 года стали прибывать новые греческие добровольцы, в основном моряки

## Из Америки
Первые добровольцы из числа греческих эмигрантов в США, около 100 человек, в числе которых был и Тсермегас, Стефанос вступили 12 января 1937 года в батальон Авраам Линкольн (XV интербригада имени Авраама Линкольна).
24 февраля «Линкольн» в контратаке при Харама понёс тяжёлые потери. Среди погибших упоминаются имена 5 греков.
Справа от «Линкольна» сражался балканский Димитровский батальон, в который входила греческая рота Ригас Фереос. В своём большинстве рота состояла из греческих моряков.

## Рота Ригас Фереос

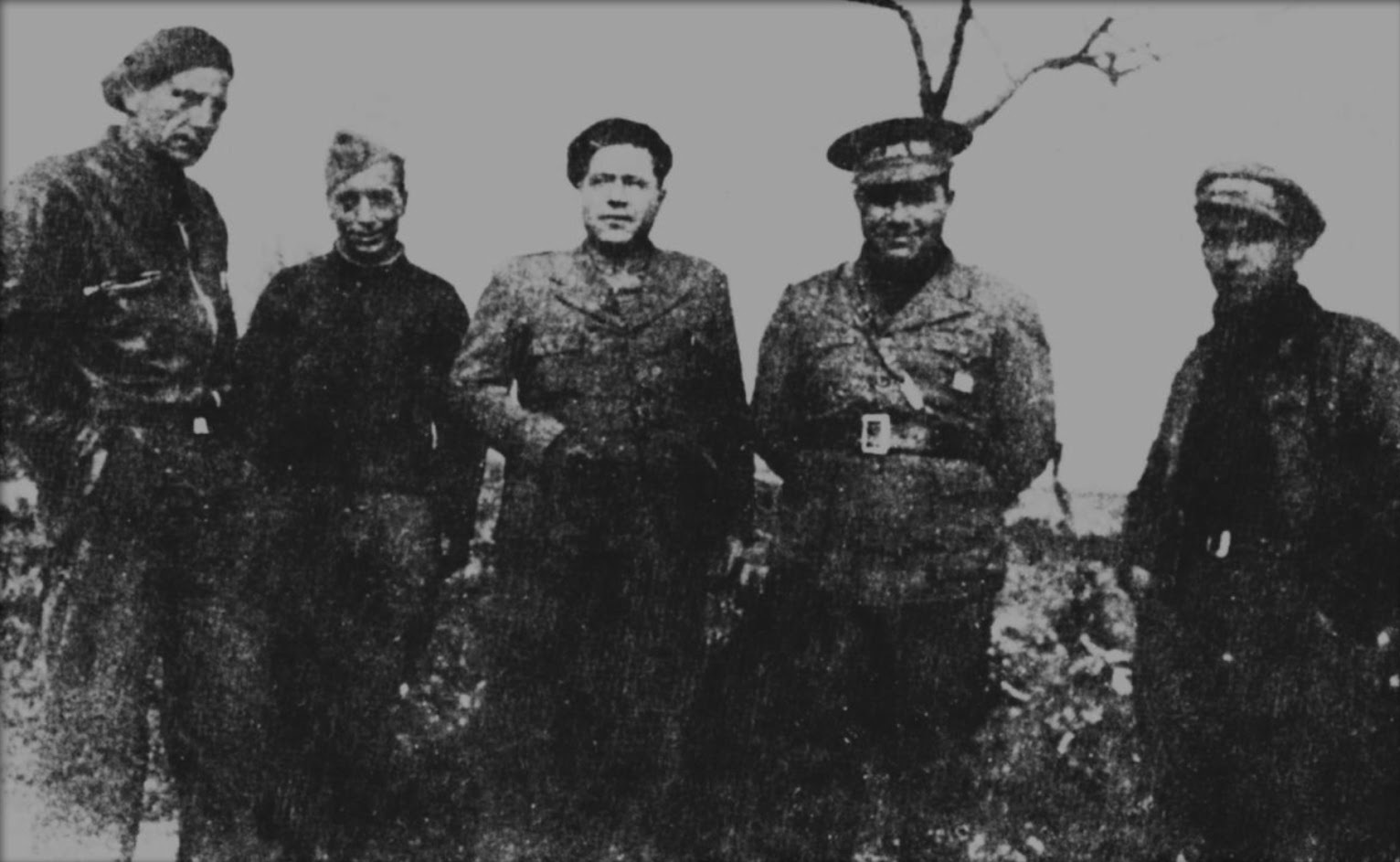
Греческие добровольцы в Испании. Слева направо – Д. Сакарелос, П. Пантелиас, П. Айвадзис, А. Делияннис и Н. Вавудис

К 1937 году из вновь прибывших и уже воевавших греческих добровольцев была сформирована греческая рота, которая была включена в Балканский Димитровский батальон. При этом часть греческих добровольцев осталась в составе батальона «Авраам Линкольн» и других соединениях.
Первым командиром роты стал Пантелиас, Яннис, член руководства партии греческой столицы. Комиссаром стал Кирьякос Стефопулос, получившие псевдоним Димитрис Перрос . Первоначально рота получила имя заключённого диктатурой Метаксаса генсека компартии Греции Никоса Захариадиса.
Впоследствии рота получила имя греческого революционера Ригаса Фереоса и была включена в состав 15-й интербригады, в которой уже находились отдельные взводы из греческих эмигрантов.
В феврале 1937 года 15-я бригада понесла тяжёлые потери при Харама. Из 600 добровольцев британского батальона, в котором сражались киприоты, в строю остались только 225. Из 800 человек балканского Димитровского батальона, куда была включена греческая рота Фереоса, в строю осталось 215 человек. Из 550 человек американского батальона в котором сражались до сотни греческих эмигрантов в строю осталось 415 человек.
Но наибольшие потери греческая рота понесла в сражениях при Бельчите и Брунете летом 1937 года.
Как пишут некоторые из добровольцев, предпоследний командир батальона болгарин Христов, хотя и коммунист, был подвержен духу греко-болгарского антагонизма начала века и явно не питал дружественных чувств к грекам. Впоследствии Христова обвинили в том, что он расположил греческую роту на абсолютно лысом холме без укрытий, что имело катастрофические последствия.
В последовавшем наступлении франкистов при Бельсите 26 августа 1937 греческая рота была окружена. В критический момент боя командир роты Пантелиас, Яннис, схватив пулемёт уже убитого пулемётчика остановил наступающих франкистов, но получив множество ранений скончался у пулемёта.
За пулемёт встал комиссар Димитрис Перрос косивший наступающих, пока франкисты не запрыгнули в окоп и не прикончили его штыками.
На Христова была возложена ответственность за исход боя, он был отозван в Москву и командование батальоном принял чех Йозеф Павел.
Командование греческой ротой Фереос принял Анагностис Делияннис, он же Яннис Сиганос.

## Разделение XV бригады
К концу 1937 года XV бригада была разделена на две части. В составе XV бригады остались англоязычные добровольцы. В её составе осталась также вторая греческая «рота» уменьшенного состава (70 добровольцев) из киприотов и эмигрантов.
Из XV бригады были выведены Джаковичевский батальон, Дмитровский батальон и чешский батальон Масарика. На базе этих батальонов была сформирована 129-я бригада Центральной Европы.
В последующие месяцы XV бригада приняла участие в сражениях за Теруэль . Первым в Теруэль вступил танк греческого добровольца Минаса Томаидиса, родом из Понта.
В марте 1938 года при оставлении Бельсита и Каспе греческая «рота» XV бригады понесла тяжёлые потери- 20 человек из примерно 70.
1 апреля остаткам греческой «роты» было приказано оборонять высоты севернее города Кантеса. Через 2 дня «рота» получила приказ отойти, но была уже в окружении и была вынуждена выходить из окружения с боем, вместе с одной из американских рот.
Американская рота была разгромлена, потеряв большинство состава пленными. Греческая «рота» потеряла при прорыве ещё 20 человек убитыми и 3 пленными.

## Последние бои
129-я бригада бригада с Димитровским батальоном и ротой Фереоса осталась в центральной Испании и дала в сентябре 1938 года бои при Леванте. После принятия решения о выводе интербригад из Испании, бригада была переброшена морем в Каталонию.
XV бригада дала свой последний бой в июле 1938 года на реке Эбро .
Греческая «рота» XV бригады понесла опять тяжёлые потери, включая своего последнего командира, моряка Никоса Куркулиотиса.
После исхода из Испании судьба многих греческих добровольцев была печальной. За исключением эмигрантов, большинству некуда было возвращаться и они оказались во французских лагерях. Впоследствии некоторые из них приняли участие во французском Сопротивлении.